# Ореховый хлеб
«Ореховый хлеб» (лит. Riešutų duona) — литовский цветной художественный фильм, снятый в 1977 году режиссёром Арунасом Жебрюнасом по одноимённой повести Саулюса Шальтяниса, ставшего автором сценария фильма. Первая литовская трагикомедия.

## Сюжет
Действие происходит сразу после окончания Великой Отечественной войны. Небольшой литовский городок, где есть только одна улица. На ней по соседству живут две семьи — Шатасы и Каминскасы. Между отцами семейств идёт старинная вражда, усугубившаяся после того, как Каминскас купил у Шатасов корову, которая после покупки умирает. Однако их дети, Андрюс Шатас и Люка Каминскайте полюбили друг друга. У светлого чувства грустный, хотя и не трагический конец: Каминскасы переезжают в другой город, и Люка вынуждена расстаться с Андрюсом. С тех пор они больше не встретились…

## В ролях
- Альгирдас Латенас[лит.]      — Андрюс Шатас                                           —  дублирует Вадим Гущин
- Саулюс Сипайтис[лит.]      — Антанас Шатас, отец Андрюса                                           —  дублирует Лев Лемке
- Леонид Оболенский                       — дедушка Андрюса                                       —  дублирует Игорь Ефимов
- Эльвира Пишкинайте[лит.]  — Люка Каминскайте                                    —  дублирует Людмила Евдокимова
- Антанас Шурна                               — Каминскас, сосед Шатасов, отец Люки  —  дублирует Зиновий Гердт
- Костас Сморигинас                         — «Мышонок», младший брат Люки           —  дублирует Валерий Захарьев
- Аудрис Мечисловас Хадаравичюс                               — текст от автора за кадром

## Съёмочная группа
- Авторы сценария: Саулюс Шальтянис
- Режиссёр-постановщик: Арунас Жебрюнас
- Оператор-постановщик: Альгимантас Моцкус[лит.]
- Композитор: Вячеслав Ганелин
- Художник-постановщик: Альгирдас Ничус
- Художник по костюмам: Виктория Бимбайте
- Монтаж: Ванда Сурвилене

## Награды
На XI Всесоюзном кинофестивале, состоявшемся в 1978 году в Ереване, за фильм «Ореховый хлеб» его режиссёр Арунас Жебрюнас был удостоен Приза жюри «За самобытность режиссёрского мастерства».

## Интересные факты
Чувства, вспыхнувшие между Андрюсом и Люкой в фильме, получили продолжение и в реальной жизни их исполнителей: Альгирдас Латенас и Эльвира Пишкинайте на съемках полюбили друг друга, а вскоре после их окончания поженилась. Позже у них родился сын. Как смеялась Эльвира Пишкинайте, в Литве ходила легенда: родители обоих молодых людей заставили их пожениться после откровенных любовных сцен между ними, показанных на экране.